# Bit menys significatiu
A computació, el bit menys significatiu (LSB o Least Significant Bit, en anglès) és la posició de bit en un nombre binari que té el menor valor (el situat més a la dreta). De vegades, es fa referència al LSB com el bit de l'extrem dret .
Referint-se als bits específics dins d'un nombre binari, d'acord amb la seva posició, a cada bit se li assigna un número d'ordre de bit, creant un rang que de dreta a esquerra va des zero a n (depenent del nombre de bits del número).
El LSB, escrit en majúscules, també pot significar "Byte Menys Significatiu" (Least Significant Byte). En una representació numèrica de múltiples bytes, el LSB és el Byte de menys pes. Depenent de si el processador és little endian o big endian, el Byte més significatiu s'emmagatzema, respectivament, en la posició més baixa o en la posició més alta de la memòria (d'ací el significat de little i big endian).